# آرون آپیندانگویه
آرون آپیندانگویه (انگلیسی: Aaron Appindangoyé؛ زادهٔ ۲۰ فوریهٔ ۱۹۹۲) بازیکن فوتبال اهل گابن است.
از باشگاه‌هایی که در آن بازی کرده‌است می‌توان به باشگاه فوتبال بوآویشتا اشاره کرد.
وی همچنین در تیم ملی فوتبال گابن بازی کرده‌است.